# 6585 O'Keefe
6585 O'Keefe eller 1984 SR är en asteroid i huvudbältet som upptäcktes den 26 september 1984 av det amerikanska astronom paret Eugene M. och Carolyn S. Shoemaker vid Palomar-observatoriet. Den är uppkallad efter den amerikanske astronomen John A. O'Keefe.